# Letzeburger Bliedchen
Das Letzeburger Bliedchen (auf Deutsch: Luxemburger Blättchen) ist eine seit 1978 vom „Luxemburger-Freundeskreis Rhein-Main e. V.“ in Wiesbaden herausgegebene, mehrmals jährlich erscheinende Verbandszeitschrift. Außer den Vereinsnachrichten und Informationen für Auslands-Luxemburger enthält sie vor allem Berichte über luxemburgische Ereignisse in Deutschland, speziell im Rhein-Main-Gebiet, kulturelle Informationen und historisch-wissenschaftliche Beiträge über Luxemburg und das Nassauer Land, Berichte über Aktivitäten, Ausstellungen und Konzerte luxemburgischer Kunstschaffender im Rhein-Main-Gebiet, Kurzgeschichten und Erzählungen luxemburgischer Autorinnen und Autoren, sprachwissenschaftliche Beiträge, Rezensionen von Büchern luxemburgischer Verlage oder mit luxemburgischem Inhalt, Personennachrichten und Nachrufe.

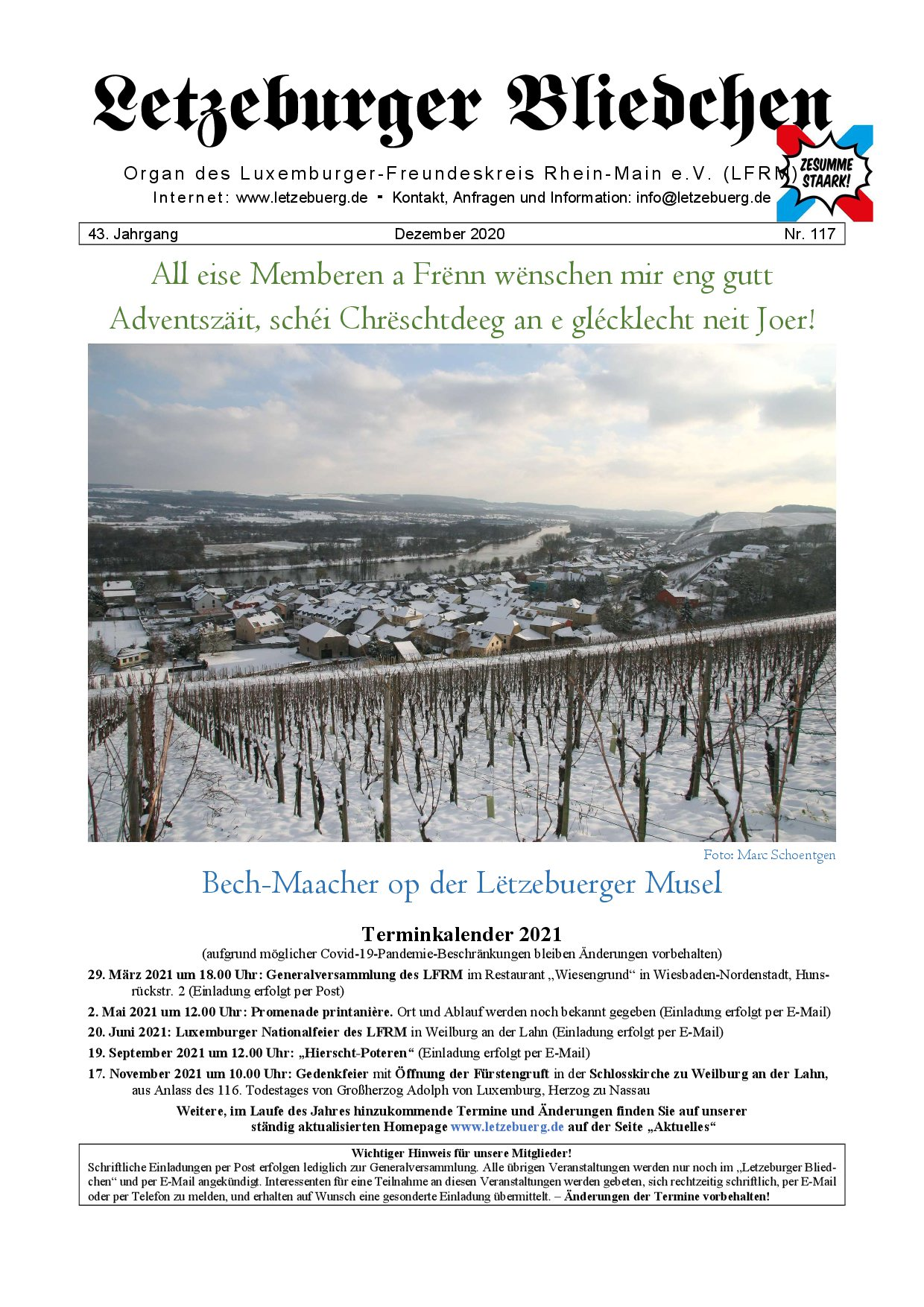
Titelseite des „Letzeburger Bliedchen“ Jg. 43 Nr. 117 (Dezember 2020)

## Redakteure
Redakteure seit der ersten 1978 erschienenen Nummer waren:
- Pierre Even, Jean-Pierre Medernach, François Reiser, Fred Reuter, Jean-Paul Théato (Nr. 1 - Mai 1978)
- François Reiser (Nr. 2-9 - Oktober 1978 - September 1980)
- Paul A. Arend, François Reiser (Nr. 10-23 - Dezember 1980 - Januar 1985)
- Paul A. Arend (Nr. 24-40 - April 1985 - Mai 1991)
- Paul A. Arend, Pierre Even (Nr. 41 - November 1991)
- Paul A. Arend (Nr. 42 - April 1992)
- Pierre Even (Nr. 43-44 - November 1992 - Januar 1993)
- Pierre Even, Charles Even (Nr. 45 - September 1993)
- Charles Even (Nr. 46-49 - Dezember 1993 - Februar 1995)
- François Reiser (Nr. 50-86 - August 1995 - Juli 2005)
- Hans Seim (Gestaltung und Realisation) (Nr. 87-93 - Dezember 2005 - Dezember 2008)
- Pierre Even (Nr. 94-125 - Juli 2009 - Dezember 2024)

## Bibliotheken
Das „Letzeburger Bliedchen“ ist vor allem in den folgenden öffentlichen Bibliotheken zugänglich:
- Hochschul- und Landesbibliothek RheinMain, Wiesbaden[2]
- Institut für Auslandsbeziehungen, Stuttgart[3]
- Bibliothèque nationale du Luxembourg[4]